# Joachim Arndt Saltzmann

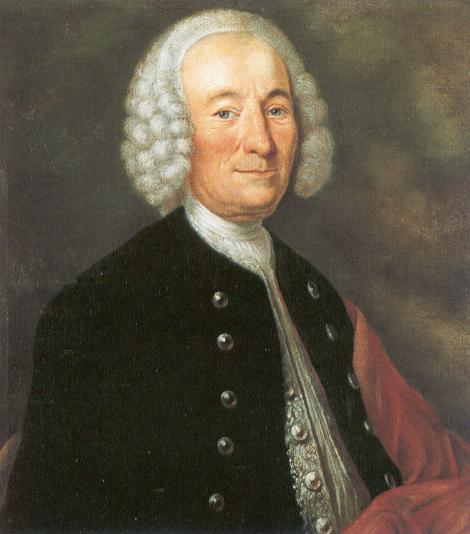
Joachim Arndt Saltzmann, um 1760

Joachim Arndt Saltzmann, auch Salzmann (* 3. Juni 1691 in Grabow; † 13. August 1771 in Charlottenburg) war ein Königlicher Hofgärtner im Schlossgarten Charlottenburg. 

## Leben und Wirken
Joachim Arndt Saltzmann wurde in Grabow in Mecklenburg-Schwerin als Sohn des Schneiders Johann Saltzmann geboren. Ab 1723 arbeitete er als Gehilfe im Lustgarten Charlottenburg unter dem Hofgärtner Johann Lohmann und ab 1726 als Meistergeselle und Planteur. Nach Lohmanns Tod 1729 berief ihn Friedrich Wilhelm I. als dessen Nachfolger in den Charlottenburger Lust- und Küchengarten. Im 70. Lebensjahr bat Saltzmann 1761 seinen bisherigen Gesellen Carl Friedrich Fintelmann als Adjunkt einstellen zu dürfen, der damit Anspruch auf die Nachfolge im Amt hatte und wie es in der Regel üblich war, auf die Hälfte seines Salärs.

## Familie
Im April 1727 heiratete Saltzmann die Tochter seines Lehrherrn, Margarethe Elisabeth Lohmann, mit der er vierzehn Kinder hatte. Zu ihnen gehörte der 1731 geborene spätere Hofgärtner im Terrassenrevier des Parks Sanssouci Friedrich Zacharias und die 1742 geborene Anna Dorothea, die spätere Ehefrau des Hofgärtners Carl Friedrich Fintelmann. 